# گلوریا گری
گلوریا گری (انگلیسی: Gloria Grey؛ ۲۳ اکتبر ۱۹۰۹ – ۲۲ نوامبر ۱۹۴۷) هنرپیشه سینما و تئاتر و کارگردان آمریکایی بود که اغلب در فیلم‌های دراماتیک/رمانتیک در دوره سینمای صامت و پس از آن بازی می‌کرد. وی با نام ماریا دراگومانویچ زاده شد.